# Construcciones y Auxiliar de Ferrocarriles
A Construcciones y Auxiliar de Ferrocarriles, S. A. (a. m. „Vasútépítő és Szolgáltató Rt.”), vagy röviden a CAF 1917-ben alapított spanyolországi, baszkföldi vasúti járműgyártó cég. Mozdonyokat, motorvonatokat, személykocsikat, metrókocsikat, városi gyorsvasúti járműveket, villamosokat gyárt. Jelenleg kb. 7000 alkalmazottja van.

## Termékek

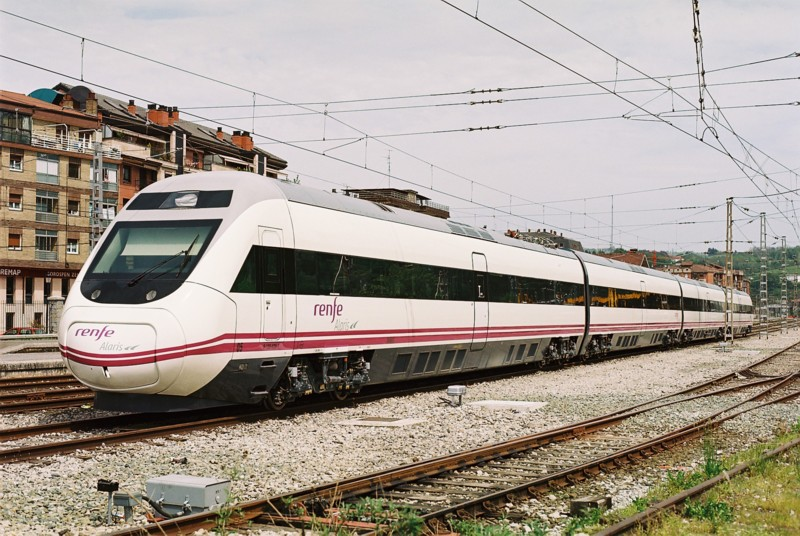
RENFE 120 sorozatú motorvonat

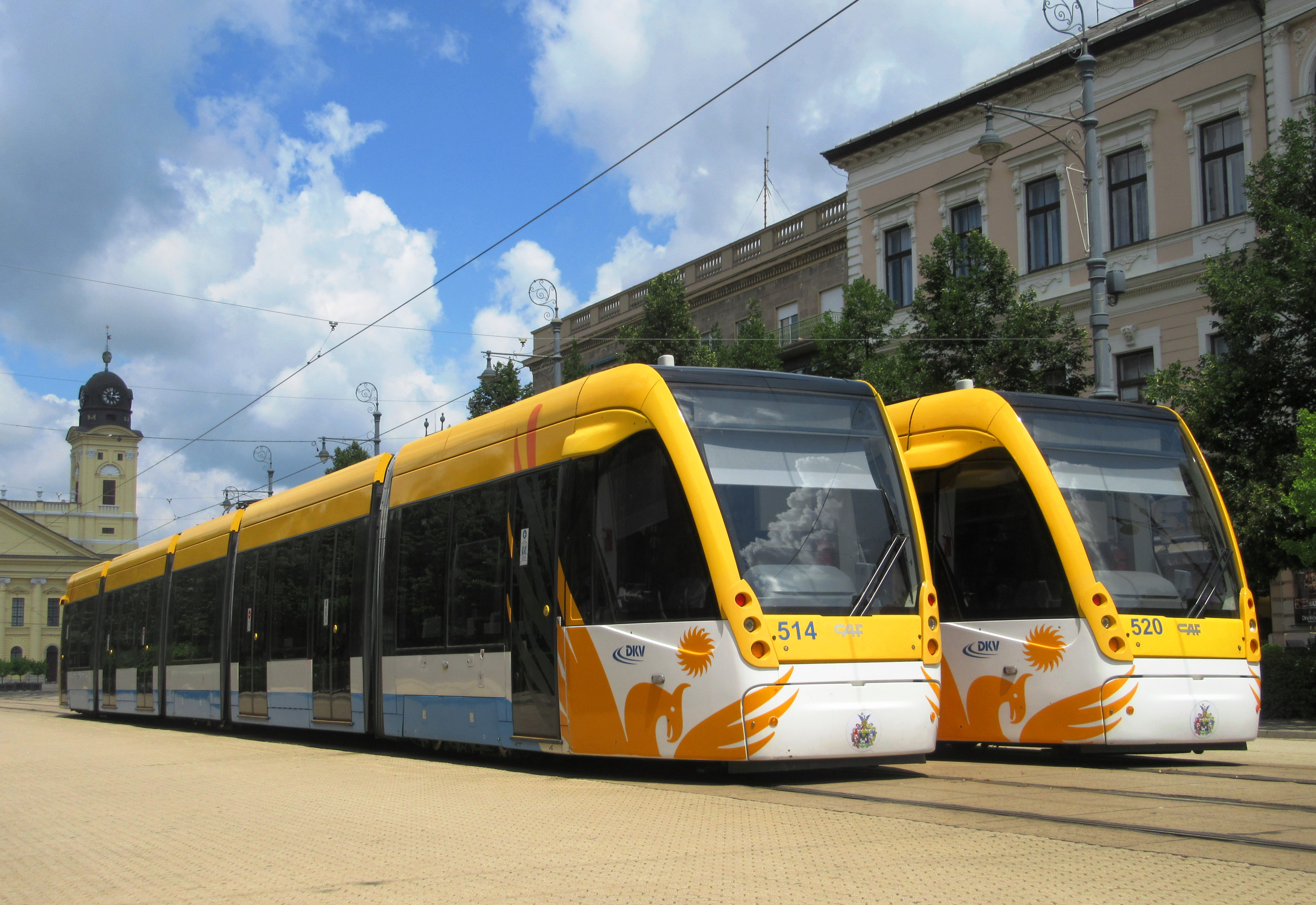
CAF Urbos 3 típusú villamos Debrecenben

Magyarországon Budapesten és Debrecenben teljesítenek szolgálatot CAF villamosok, és a MÁV-nak is van több vagonja a baszk cégtől.
Ezen kívül még a céghez köthető az alábbi pár vasúti jármű is (a lista nem teljes):
- VR Sm4 sorozat
- TCDD HT65000 sorozatú nagysebességű motorvonat
- RENFE 120 sorozat
- CAF Oaris
- RENFE 599 sorozatú dízelmotorvonat
- CAF Urbos 3
- Egyéb vasúti személy és tehervagonok